# Tempestade tropical Talim (2023)
A tempestade tropical severa Talim, conhecida nas Filipinas como tempestade tropical Dodong, foi um ciclone tropical compacto que afetou as Filipinas, a China e o Vietnã. A quarta tempestade nomeada da temporada de tufões no Pacífico de 2023, Talim originou-se de uma fraca depressão de monções a leste de Manila enquanto se movia em direção a Lução. O sistema continuou a seguir para oeste perto do extremo norte do continente Luzon antes de emergir na costa de Ilocos Norte. Um ambiente favorável permitiu que a tempestade tropical incipiente se intensificasse rapidamente para um tufão equivalente à categoria 2 na escala Saffir-Simpson. A tempestade manteve esta intensidade até pouco antes de atingir a costa perto de Zhanjiang, Guangdong, em 17 de julho. Talim enfraqueceu rapidamente e se dissipou no início de 18 de julho.
Talim trouxe fortes chuvas de monções sobre as Filipinas e trouxe fortes chuvas e rajadas de vento sobre o país quando se aproximava de Luzon. As chuvas da tempestade ajudaram a elevar significativamente o nível da água na Barragem de Angat, a principal fonte de água para áreas na região metropolitana de Manila, mas apenas ligeiramente na Barragem de Magat, mais ao norte, em Isabela. Na China, as autoridades da província de Guangdong ordenaram a evacuação de pelo menos 1.000 residentes em Yunfu. No Vietname, as autoridades anunciaram em 17 de Julho que os países estavam a preparar-se para evacuar aproximadamente 30.000 pessoas de locais de alto risco em Quang Ninh, Thái Bình e Haiphong. No geral, a tempestade foi responsável por três mortes, nove feridos e US$ 5,78 milhões em danos em vários países.

## História meteorológica
Em 12 de julho, o Joint Typhoon Warning Center (JTWC) começou a rastrear uma fraca depressão de monções 298 nmi (552 km) a leste de Manila, movendo-se lentamente em direção ao norte de Luzon. No dia seguinte, a Agência Meteorológica do Japão (JMA) tomou conhecimento do mesmo sistema, que estava próximo à costa de Aurora, nas Filipinas. Poucas horas depois, às 12h UTC, a JMA reconheceu a formação de uma depressão tropical. Pouco depois, a Administração de Serviços Atmosféricos, Geofísicos e Astronômicos das Filipinas (PAGASA) emitiu um anúncio semelhante, e posteriormente nomeou o sistema Dodong. O sistema atingiu Dinapigue, Isabela, algumas horas depois. O sistema continuou a seguir para oeste perto do extremo norte do continente Luzon, atravessando Cagayan e Ilocos Norte. Emergiu na costa de Ilocos Norte em 14 de julho às 09h UTC (17h PHT).
Por volta das 15h00 UTC, o JTWC começou a emitir avisos para a depressão tropical e designou o sistema como 04W. Agora de volta aos mares quentes e movendo-se mais para oeste, afastando-se da terra, o sistema encontrou-se num ambiente favorável e começou a consolidar-se ainda mais. O sistema intensificou-se para uma tempestade tropical pouco antes de sair do PAR e foi posteriormente denominado Talim pela JMA. Talim deixou a área de responsabilidade das Filipinas enquanto mantinha sua força, anunciada pela PAGASA em seu boletim final em A tempestade teve um amplo LLCC com convecção profunda persistindo ao longo da periferia oeste e sul.

Talim continuou a se intensificar no Mar da China Meridional, sendo mais tarde transformado em uma tempestade tropical severa. Talim moveu-se para oeste-noroeste dentro de um ambiente favorável e foi compensado pela saída em direção ao equador. Talim continuou a melhorar suas bandas convectivas com imagens de satélite revelando 30 nmi (56 km) olho esfarrapado. O JTWC avaliou que a tempestade se fortaleceu em 85 kn (157 km/h; 98 mph), equivalente ao status de tufão equivalente à categoria 2 O Talim começou a se deteriorar rapidamente à medida que se aproximava da terra. Talim fez seu segundo landfall em Zhanjiang, Guangdong, com ventos de 136 km/h (85 mph) em À medida que avançava para o interior, Talim enfraqueceu rapidamente. Pouco depois do desembarque, o JTWC interrompeu os avisos no sistema. A JMA emitiu seu último comunicado sobre Talim e posteriormente declarou que ele se dissipou na manhã seguinte.

## Preparativos e impacto

Loop de satélite animado da tempestade tropical severa Talim, do pico de intensidade até a chegada à costa na província de Guangdong, China, em 17 de julho

### Filipinas
Os ventos de Talim intensificaram as monções do Leste Asiático sobre as Filipinas e trouxeram fortes chuvas e rajadas de vento sobre o país à medida que se aproximava de Luzon. As aulas em três cidades e em Cagayan foram suspensas quando a tempestade atravessou Luzon. Três voos domésticos foram cancelados. As chuvas da tempestade ajudaram a elevar significativamente o nível da água na barragem de Angat, a principal fonte de água para áreas na região metropolitana de Manila, mas apenas ligeiramente na barragem de Magat, mais ao norte, em Isabela. No início do mês, ambas as barragens aproximaram-se de níveis críticos, uma vez que as chuvas diminuíram desde o início das condições do El Niño.
Quando Talim atingiu a costa em Isabela, a PAGASA emitiu alertas de sinal de vento de ciclone tropical nº 1 para várias áreas em Luzon. Na manhã de 21 de julho de 2023, o Conselho Nacional de Redução e Gestão de Riscos de Desastres (NDRRMC) relatou que 244.824 pessoas foram afetadas pela tempestade. Os danos agrícolas são estimados pelo NDRRMC em ₱ 199 milhão, com danos à infraestrutura estimados em ₱ 100 milhão. Além disso, 153 casas foram danificadas (com 45 casas totalmente destruídas). No total, o NDRRMC estima pelo menos ₱ 299 milhão (US$ 5.75 milhão ) em danos devidos a Talim. No geral, a tempestade foi responsável por 2 mortes.

### China
A Administração Meteorológica da China (CMA) emitiu um alerta laranja de tufão porque se esperava que a tempestade trouxesse vendavais e chuvas torrenciais para algumas áreas do sul da China. Em 17 de julho, às 00h40 UTC, o Observatório de Hong Kong (HKO) emitiu avisos do Sinal nº 8 enquanto Talim se aproximava da cidade e seus ventos se intensificavam ainda mais. O Aeroporto Zhuhai Jinwan, em Guangdong, cancelou 43 voos de entrada e 36 de saída, enquanto o Aeroporto Internacional Haikou Meilan e o Aeroporto Qionghai Bo'ao cancelaram todos os voos. As ferrovias de alta velocidade e os trens suburbanos em Ainão também foram suspensos. Totais de precipitação de 25–30 cm (9.8–11.8 in) são possíveis em partes da ilha de Ainão, no sul de Guangdong e no sudeste da província de Guangxi. Antes da chegada da tempestade, as autoridades da província de Guangdong ordenaram a evacuação de pelo menos 1.000 residentes em Yunfu. Na ilha de Ainão, os serviços ferroviários foram suspensos e escolas, lojas e inúmeras instalações recreativas foram fechadas, uma vez que os habitantes locais são aconselhados a ficar em casa durante a passagem da tempestade. Devido à tempestade, a Bolsa de Valores de Hong Kong encerrou as negociações em 17 de julho. Os serviços de balsa no Estreito de Qiongzhou também foram suspensos em
De acordo com a Autoridade Hospitalar de Hong Kong, nove pessoas sofreram ferimentos. De Guangdong à província de Ainão, a costa sul também foi atingida por tempestades e chuvas torrenciais. Uma mulher se afogou em Jiangsu depois de andar de bicicleta elétrica em um túnel inundado. Os terminais de contentores na província de Guangdong, na ilha de Ainão e em Hong Kong cessaram as suas operações. Aulas, trabalho, voos e atividades comerciais serão suspensas em Haikou, de acordo com a Televisão Central da China (CCTV). Além disso, as autoridades locais de Guangdong ordenaram a evacuação de 8.262 trabalhadores da piscicultura e o encerramento de 68 atrações turísticas costeiras populares.

### Vietnã
Um alerta de tempestade de emergência foi emitido para Talim pelo Centro Nacional de Previsão Hidrometeorológica. Totais de precipitação de 20–30 cm (7.9–11.8 in) são antecipados, com totais localmente mais elevados de até 40 cm (16 in). As autoridades vietnamitas anunciaram em 17 de julho que o país estava se preparando para evacuar aproximadamente 30 mil pessoas de locais de alto risco em Quang Ninh, Thái Bình e Haiphong. Nas zonas costeiras do Nordeste, os navios foram instruídos a regressar à costa. Talim causou cerca de 20 bilhões de dólares (US$ 845.200) em danos a 214 localidades ribeirinhas que foram erodidas. Talim também causou mais de 20,7 bilhões de dólares (US$ 874.782) em danos a propriedades.